# New York World
New York World byly noviny vydávané v New Yorku od roku 1860 do roku 1931. Noviny sehrály hlavní roli v historii amerických novin. Titul byl spojen s Demokratickou stranou. Od roku 1883 do roku 1911 se pod nakladatelem Joseph Pulitzer stal průkopníkem ve žluté žurnalistice, upoutal pozornost čtenářů a posunul denní náklad na milion výtisků.

## Historie

### Pulitzerovo období
Joseph Pulitzer koupil New York World v roce 1883 a začal navyšovat náklad. Reportérka Nellie Bly se stala jedním z prvních amerických investigativních novinářů, často pracujících tajně. Jako zviditelnění pro noviny, inspirovaná románem Julese Verneho Cesta kolem světa za osmdesát dní, se rozhodla procestovat celou planetu za 72 dní v letech 1889–1890. V roce 1890 nechal Pulitzer postavit New York World Building, nejvyšší kancelářskou budovu na světě v té době.

## Významní novináři novin New York World
- Eunice Eloisae Gibbs Allyn (1847–1916)
- John A. Arneaux (1855–?)
- Harriet Hubbard Ayer (1849–1903)
- John L. Balderston (1889–1954)
- Djuna Barnes (1892–1982)
- Nellie Bly (Elizabeth Jane Cochrane) (1864–1922)
- Heywood Broun (1888–1939)
- Mazie E. Clemens (1890–1952)
- Irvin S. Cobb (1876–1944)
- Eliza Archard Conner (1838–1912)
- Varina Davis (1826–1906), publicistka; vdova po prezidentovi Konfederace, Jeffersonu Davisovi [1]
- Howard C. Hillegas (1872–1918)
- Walter Lippman (1889–1974)
- Clair McKelway (1905–1980)
- William Brown Meloney (1878–1925)
- Charles Edward Russell (1886–1894)
- Frank Sullivan (1892–1976)
- Deems Taylor (1885–1966)
- Albert Payson Terhune (1872–1942)
- Marie Robinson Wright (1853–1914), americká novinářka, cestovatelka, historička, autorka